# Euxoa luteotincta
Euxoa luteotincta là một loài bướm đêm trong họ Noctuidae.